# Intelsat I

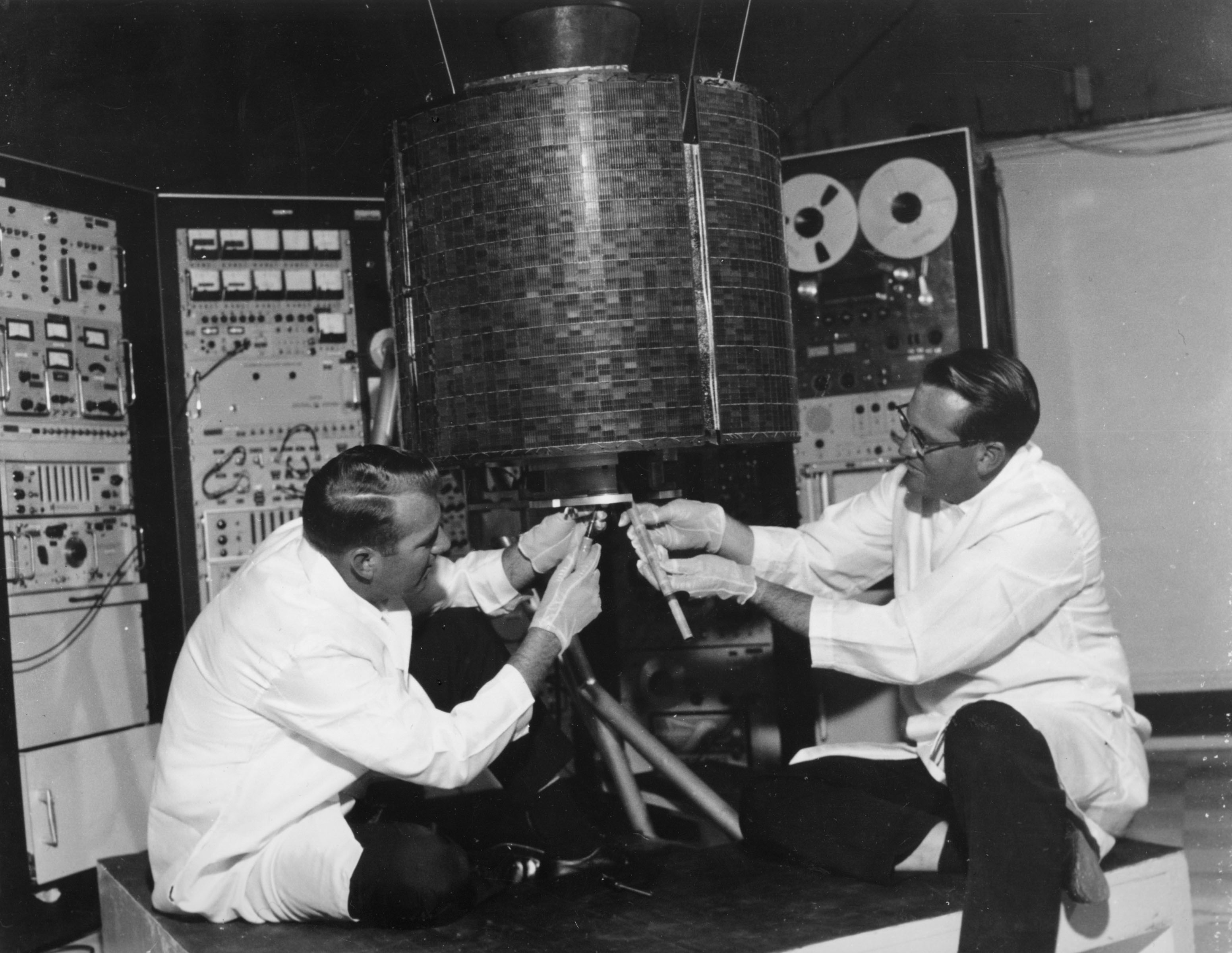
Technici controleren de Early Bird

De Intelsat I, ook bekend als Early Bird, was de eerste commerciële telecommunicatiesatelliet, gelanceerd in de jaren 60 van de 20e eeuw.

## Geschiedenis
In 1961 nodigde de toenmalige president John F. Kennedy "alle landen uit om deel te nemen in een communicatiesatellieten-systeem in het belang van de wereldvrede en een grotere broederschap onder de mensen op de hele wereld". Daarop werd in augustus 1964 de organisatie Intelsat (International Telecommunications Satellite Organization) opgericht. De operationele tak van deze organisatie heet Comsat (Communications Satellite Corporation).

### Lancering

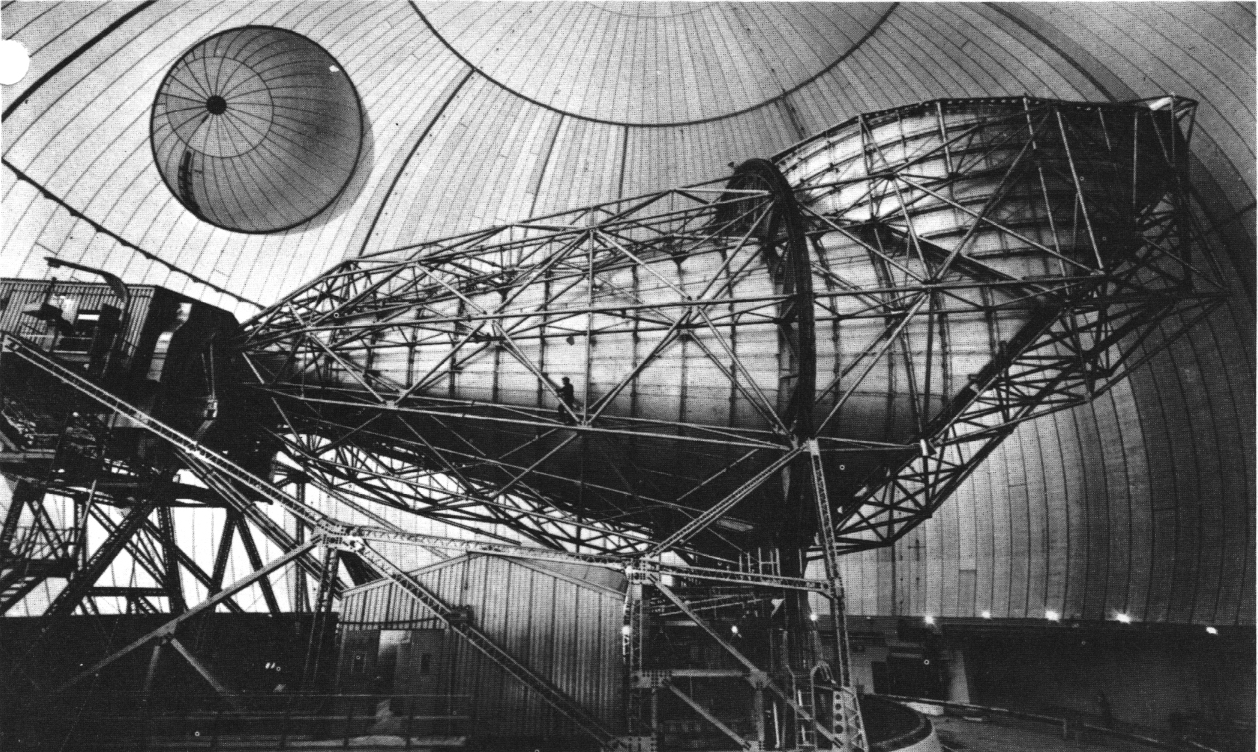
De hoornantenne in Andover

De lancering vond plaats op 6 april 1965 met een Delta-D-draagraket. De satelliet kwam aanvankelijk terecht in een geosynchrone baan. Na diverse manoeuvres kwam Early Bird op 14 april 1965 in een geostationaire baan op 28° westerlengte terecht. Het grote voordeel hiervan is dat men geen ingewikkelde beweegbare antennes nodig heeft om de satelliet te blijven volgen; de kosten voor de bouw van meerdere grondstations vallen hierdoor aanzienlijk lager uit. Daarna werd de antenne optimaal gericht op het grondstation te Andover (V.S.) en Europa.

### Gebruik
Deze satelliet leek veel op de Syncom; beide types werden door de firma Hughes geconstrueerd. De Early Bird functioneerde aanzienlijk langer dan de ontwerpers hadden gehoopt. In plaats van de geplande anderhalf jaar bleef hij (met onderbreking) bijna vier jaar in gebruik. De kunstmaan werd operationeel op 28 juni 1965 en bleef dit tot januari 1969, toen modernere Intelsat-versies het stokje overnamen. Echter in verband met de eerste bemande maanlanding in de zomer van 1969 liep de vraag naar trans-Atlantische verbindingen dermate hoog op, dat men zich genoodzaakt zag om van 29 juni tot 13 augustus 1969 de Early Bird tijdelijk opnieuw in te schakelen. In 1984 werd Early Bird nog even ingeschakeld om de 20e verjaardag van de ITSO (International Telecommunications Satellite Organization) te vieren. Medio november 2010 draaide Early Bird nog steeds om de Aarde.

## Specificaties
Naar moderne maatstaven waren afmetingen, gewicht en prestaties een lachertje, echter voor die tijd betekende de lancering van deze kunstmaan een grote sprong voorwaarts. De capaciteit was 240 telefoongesprekken of één tv-kanaal, over te seinen tussen Noord-Amerika en Europa. Hij had een cilindrische vorm met een diameter van 72 cm en een hoogte van 59 cm. Eenmaal in zijn baan woog hij slechts 39 kg en zonnecellen zorgden voor een vermogen van 40 watt. Om het ontwerp van de boordinstrumenten zo eenvoudig mogelijk te houden draaide hij om zijn middenas.

## Trivia
Het nummer "Early Bird Satellite" uit 1965 van de Belgische organist André Brasseur werd genoemd naar de bijnaam van satelliet. 